# Blumea sericans
Blumea sericans là một loài thực vật có hoa trong họ Cúc. Loài này được (Kurz) Hook.f. mô tả khoa học đầu tiên năm 1881.